# Eugène-Henri Gravelotte
Eugène-Henri Gravelotte (6. února 1876 – 28. srpna 1939) byl francouzský šermíř, první moderní olympijský vítěz ve fleretu na letních olympijských hrách v Athénách roku 1896.
Šermířské soutěže se jako jediné odehrávaly pod střechou, a to v sále Zappeionu. V disciplíně fleret startovalo 8 mužů ze dvou zemí – Řecka a Francie. Ve své základní skupině 20letý student medicíny Gravelottte postupně porazil všechny své soupeře, kterými byli řečtí šermíři Athanasios Vouros, Konstantinos Komninos-Miliotis a Georgios Balakakis. Postoupil tak do finále, kde se střetl s dalším neporaženým z druhé skupiny, svým krajanem Henri Callotem. Finálový duel vyhrál Gravelott 3–2.